# What Doesn’t Kill You
What Doesn’t Kill You ist ein US-amerikanisches Filmdrama aus dem Jahr 2008. Regie führte Brian Goodman, der gemeinsam mit Paul T. Murray und Donnie Wahlberg auch das Drehbuch schrieb.

## Handlung
Die Kleinkriminellen Brian und Paulie sind seit der Kindheit befreundet. Sie wachsen in einem Viertel im Bostoner Süden auf, welches überwiegend von irischstämmigen Katholiken bewohnt wird. Sie arbeiten für einen Gangster, was Brians Ehefrau Stacy Sorgen bereitet. Der Polizist Moran verdächtigt die Freunde und ermittelt gegen sie. Brian und Paulie werden festgenommen und denken im Gefängnis darüber nach, mit den Verbrechen aufzuhören. Mangels Alternative gehen Brian und Paulie nach ihrer Entlassung jedoch ihrem gewohnten Gelderwerb nach.
Ein alter Bekannter und Aussteiger namens Sully, den Brian zufällig in einer Selbsthilfegruppe während der Haft wiedertraf, motiviert Brian von den Drogen loszukommen und seine kriminelle Karriere hinter sich zu lassen. Um sein Familienleben nicht zu gefährden, entscheidet sich Brian tatsächlich für eine geregelte Arbeit am Hafen, denn immerhin ist er zweifacher Familienvater.
So muss Paulie seinen nächsten Coup allein durchziehen und erhält für diesen Raubüberfall schließlich 50 Jahre Haft.

## Kritiken
Die Organisatoren des Toronto International Film Festivals schrieben, der Film sei ein persönliches Projekt Goodmans, der die eigenen Erfahrungen verarbeite. What Doesn’t Kill You sei eine Charakterstudie, die nicht nur die Hauptfiguren zeige, sondern auch deren Umfeld.

## Hintergründe
Brian Goodman sagte in einem Interview für The Hollywood Reporter, er betrachte seine Hauptdarsteller als zwei der wenigen Schauspieler, die er sich in 35 Jahre zuvor gedrehten Filmen vorstellen könne – als „Männer noch Männer waren“.
Der Film wurde in Boston ab November 2007 gedreht. Der Arbeitstitel des Projekts lautete Real Men Cry (dt. Wahre Männer weinen). Die Weltpremiere fand am 10. September 2008 auf dem Toronto International Film Festival statt. Der Start in den ausgewählten Kinos der USA war für den 24. April 2009 geplant.
Regisseur und Drehbuchautor Brian Goodman baute die Handlung des Dramas auf seiner eigenen Lebensgeschichte auf.

## Musik
Für die Filmmusik wurde der Song Funktastic Galactical Rock, geschrieben von Jerry Williams und gesungen von Swamp Dogg, verwendet.